# Joan Lluís Pons Ramon
Joan Lluís Pons Ramon (Sóller, 9 de desembre de 1996) és un nedador mallorquí. Va participar en els Jocs Olímpics de Rio de Janeiro 2016. En la prova de 400 metres estils individual masculí va acabar vuitè en la final, per la qual cosa va obtenir diploma olímpic.
Dos anys abans de les Olimpíades de 2016 va decidir deixar Palma i traslladar-se a Barcelona per entrenar-se en el CAR de Sant Cugat i intentar millorar les seves marques amb la vista posada en les Olimpíades de 2016. Pons és un nedador no gaire alt però d'un nivell tècnic i d'una gran potència.

## Jocs Olímpics de Rio 2016
En els 400 metres estil masculí, Pons es va col·locar en la final de la prova batent en dos segons el seu anterior rècord d'Espanya (4:13'55). El temps de Pons va ser el vuitè millor temps, i aconseguí així arribar a la final que es disputaria aquella mateixa nit entre els millors en aquesta especialitat.
Pons va concloure amb un temps de 4.16.48 deixant-ho en la vuitena posició i es va imposar el japonès Kosuke Hagino. En la final dels 400 metres masculins no va poder rebaixar la marca dels 4.13.55 que ell mateix va establir en les preliminars disputades d'aquell matí, es va quedar a gairebé set segons del podi, que va tancar el també japonès Daiya Tanca amb un registre de 4.09.71.

## Campionat d'Europa Glasgow 2018
Va aconseguir el bronze en la seva categoria més destacada: els 400 metres estils masculí.

## Campionat del món de Gwangju (Korea) 2019
Va quedar quart a la prova dels 400 estils, batent de nou el rècord d'Espanya que ell mateix tenia des de Rio 2016 (4:13'30). Va ser el millor resultat de l'equip espanyol.